# Ewa Zuber
Ewa Zuber (ur. 15 czerwca 1968 we Wrocławiu) – autorka wierszy dla dzieci poświęconych polskiej przyrodzie. Od 2009 roku Skarbnik Stowarzyszenia Ekologicznego "Etna".

## Życiorys
Szkoły podstawową i średnią ukończyła we Wrocławiu. W latach 2002–2006 studiowała administrację publiczną w poznańskiej WSZiB. Od roku 2002 aktywna w organizacjach ekologicznych, PTPP "Pro Natura" i Stowarzyszeniu Ekologicznym "Etna". Organizowała wystawy, konkursy, imprezy edukacyjne. 
Debiutowała jako autorka utworów dla dzieci w 2004 roku wierszem "Bocianie Stołówki".

## Twórczość
Wiersze o przyrodzie. Samodzielne książki w serii "Przyrodnicze rymowanki". Rymowana bajka o walorach edukacyjnych (Historia perkoza Fistaszka). Rymowana, oparta na faktach historia tatrzańskiego niedźwiedzia.

### Publikacje
- 2004 wiersz "Bocianie Stołówki"
- 2008 "Przyrodnicze rymowanki. Żabia gromada"[2]
- 2010 "Przyrodnicze rymowanki. Po stawie pływa"[3]
- 2012 "Historia perkoza Fistaszka."[4]
- 2013 "Ballada o Misiu Mago."[5]
- 2014 "Przyrodnicze rymowanki. Jestem z miasta"[6]